# گولاریا
گولاریا (به لاتین: Gulariya) یک شهرداری در نپال است که در استان شماره ۵ واقع شده‌است. گولاریا ۵۵٬۷۴۷ نفر جمعیت دارد.